# Косовско-финляндские отношения
Косовско-финляндские отношения — двухсторонние дипломатические отношения между Финляндской Республикой и частично признанной Республикой Косово. Финляндия признала Косово 7 марта 2008 года, менее чем через месяц провозглашения её независимости.

## История
В 1999 году президент Финляндии Мартти Ахтисаари активизировал попытки страны добиться мирного урегулирования Косовского конфликта через Европейский Союз. В 2007 году посланник Организации Объединенных Наций в Косово заявил, что независимость была единственным жизнеспособным вариантом для решения конфликта
Мирный план Ахтисаари не удался, и он не смог примирить косовских сербов и косовских албанцев. Более того, сербы увидели в нём одну из ведущий фигур, причастных к распаду Югославии, ввиду поддержки со стороны Финляндии военной операции против СРЮ.
После провозглашения независимости Косово от Сербии в 2008 году проживающие в Финляндии косовские албанцы отпраздновали это событие и выразили свою благодарность правительству Финляндии и президенту Ахтисаари за содействие в проведении референдума.

## Дипломатические представительства
Финляндия имеет собственное посольство в Приштине.

## Военное присутствие
На 2009 год 411 финляндских военнослужащих служили в Косово в качестве миротворцев в составе KFOR.